# Koninklijke Militaire Academie

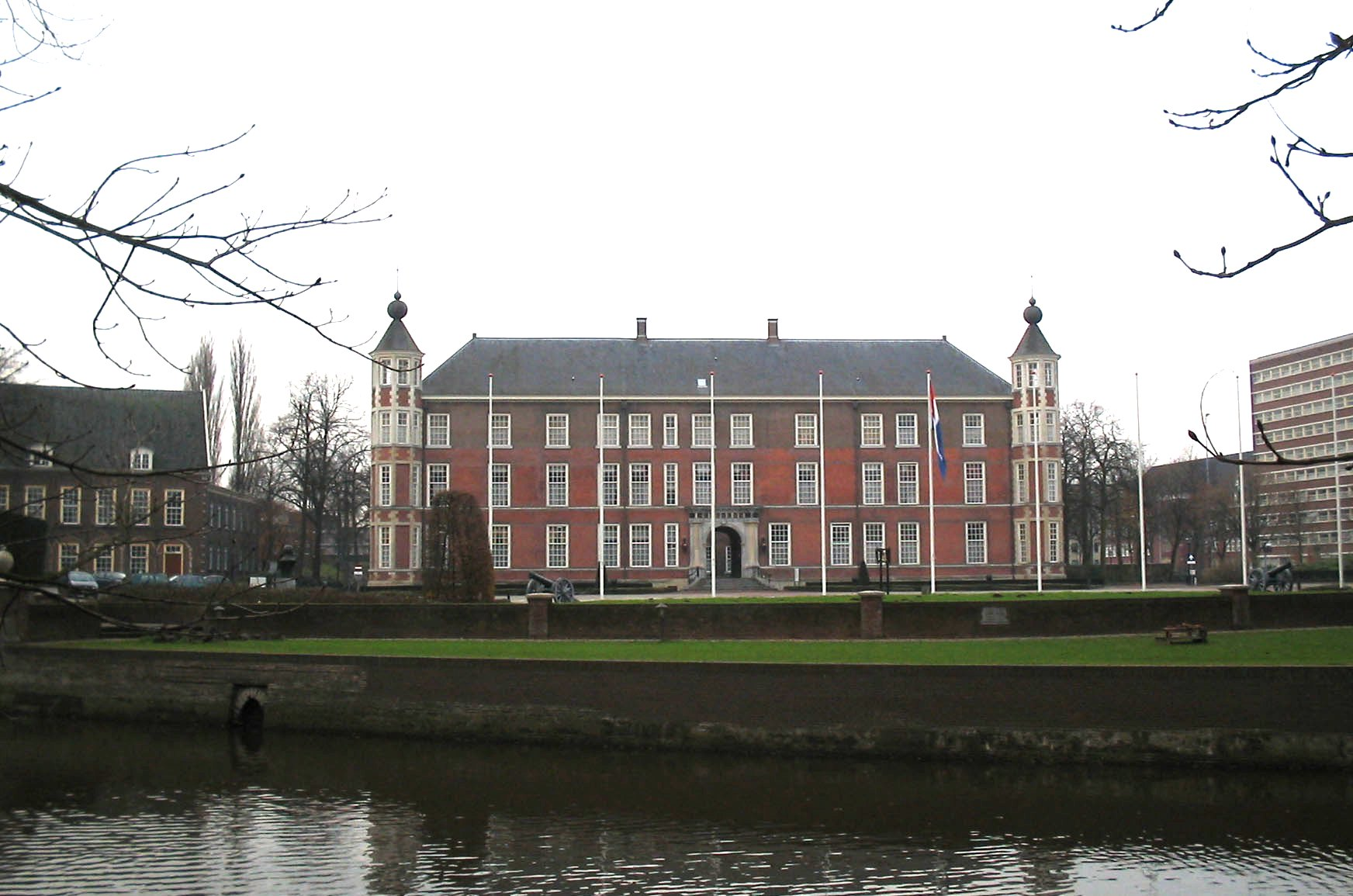
Koninklijke Militaire Academie, Schloss von Breda

Die Koninklijke Militaire Academie (KMA) ist die 1828 gegründete Königlich Niederländische Militärakademie in Breda.
Sie ist Ausbildungsstätte für das Niederländische Heer und für die Niederländische Luftstreitkräfte.
Der Campus befindet sich im Schloss Breda.

## Bekannte Absolventen
- Brigadegeneral Leanne van den Hoek
- Kapitein Marco Kroon
- Kolonel Thom Karremans
- General Henri Koot
- General Pierre Victor Amiot
- General Dick Berlijn
- General Rudini, Indonesian Army Chief of Staff
- General Simon Hendrik Spoor
- General Peter van Uhm
- Generalleutnant Ton van Loon
- Generalleutnant Johan Cornelis van der Wijck
- Offizierin und Politikerin Hanke Bruins Slot
- Pieter Scharroo, Verteidiger von Rotterdam